# Šarišské Bohdanovce
Šarišské Bohdanovce jsou obec na Slovensku v okrese Prešov. Obec leží v Košické kotlině, v dolní části údolí východního přítoku Torysy, poblíž obce Drienov. Žije zde přibližně 1 000 obyvatel.
První písemná zmínka o obci pochází z roku 1299.